# Klesarstvo
Klesarstvo je umijeće obrađivanja, ugradnje, rezanja i drugog umjetnog oblikovanja kamena. Obično se obrađuje kamene kao mramor, granit, razni vapnenci i drugi dekorativni kameni. Vid je umjetnosti. Zbog toga što je svaka vrsta kamena i svaki komad kamena poseban i jedinstven, svaki zahvat na kamenu unikatan je posao. Bez praćenja svojstava svakog pojedinog kamena i osluškivanja svakog obrađenog komada, ne može biti klesarstva. Kamen se reže u ploče, rezbari te izvode drugi oblici.
Korijeni klesarstva sežu u najstarija vremena. Čovjek je od prapovijesti želio oblikovati kamen. Namjena je bila vjerska, klesanja simbola i znakova, kopanja grobova u kamenoj podlozi ili za svakodnevne svjetovne potrebe, poput dubljenja kamena radi spremanja vode (čatrnje za vodu ili pojilišta za stoku), hranilišta za stoku, izrada skloništa. Tzv. branje kamena počelo je kopanjem pašarina odnosno dubljenjem rupa za drvene klinove. Kamene blokove koje je izvadio čovjek je usitnjavao i dalje obrađivao dostupnom tehnologijom. Kako je tehnologija napredovala, razvijalo se klesarstvo i kiparstvo. U Hrvatskoj je razvijena obiteljska tradicija obrade kamena na otoku Braču. Očuvanju tradicije pomaže Klesarska škola u Pučišćima koja je jedina takva škola u Hrvatskoj. Praktična obuka klesara više od pedeset godina obavlja se u Klesarskoj radionici Jakšić.

## Vanjske poveznice
- Klesarska škola Pučišća Hrvatska tehnička enciklopedija, portal hrvatske tehničke baštine. LZMK